# Borowski
Borowski (forma żeńska: Borowska; liczba mnoga: Borowscy) – polskie nazwisko.

## Etymologia
Nazwisko to pochodzi od wyrazu bór („las iglasty”) lub od słowiańskich imion złożonych zawierających element borzy- (oznaczający „walczyć”), np. Borzygniew, Borzymir, Borzysław itp.

## Demografia
W 1990 roku nazwisko to nosiło 24 889 Polaków. Natomiast w roku 2000 było ich 26 079 i było to wówczas dziewięćdziesiąte piąte najczęstsze nazwisko w Polsce.
Ponad 50% nosicieli tego nazwiska mieszkało w 2000 roku w Wielkopolsce, na Pomorzu Gdańskim, Kujawach, Warmii i zachodnim Mazowszu.

## Znani przedstawiciele
- Adam Borowski (ur. 1955) – polski opozycjonista w PRL
- Andrzej Borowski (ujednoznacznienie)
- Bogdan Borowski (ur. 1972) – polski muzyk disco polo, młodszy brat Andrzeja Borowskiego
- Izydor Borowski (1776–1838) – generał i wezyr perski, uczestnik powstania kościuszkowskiego, domniemany adiutant Simóna Bolívara.
- Krzysztof Borowski (ujednoznacznienie)
- Marek Borowski (ur. 1946) – polski polityk centrolewicowy i ekonomista
- Piotr Borowski (ujednoznacznienie)
- Tadeusz Borowski (ujednoznacznienie)
- Tomasz Borowski (ujednoznacznienie)